# NewMarket Corporation
NewMarket Corporation  ou  NewMarket Corp. est le nouveau nom de Ethyl Gasoline Corporation, une entreprise américaine qui fut racheté par Albemarle, lequel a endossé le nom de « Etyl Corporation » avant de se rebaptiser  NewMarket Corp.(en 2004).
Cette holding américaine multinationale (NYSE: NEU) a donc comme première origine une entreprise créée en 1921 (Par Exxon et General Motors, avec l'aide matérielle de DuPont) pour produire le plomb tétraéthyle, le principal additif de l'essence plombée. 
En 2014, NewMarket Corporation se présente comme spécialisée dans les additifs chimiques de carburants et de lubrifiants pétroliers et produit et services. Elle détient des filiales dans le monde entier (voir plus bas), dont les plus connues sont :
1. Afton Chemical
2. Ethyl Corp

Deux autres filiales importantes sont 
1. Développement NewMarket, qui s'occupe de la gestion des biens et propriétés (plus de 57 acres) du groupe à Richmond (Virginie)[1]
2. NewMarket Services, qui est prestataire pour le groupe et ses autres filiales de services administratifs, avec facturation entre les entités ou échanges de services en vertu d'accords  entre les entreprises[1]

## Les grandes étapes de l'histoire de l'entreprise
En 1921 Ethyl Gasoline Corporation est créé à Richmond. Cette société est détenue à parts égales par General Motors et Standard Oil of New Jersey (Exxon) à fin de produire et distribuer du plomb tétraéthyle,, mais c'est DuPont qui est retenu pour construire la première usine, la faire fonctionner avec les premières livraisons d'essence plombée dès 1923.
Un peu plus de 40 ans plus tard (en 1962) Exxon et General Motors revendent leur société (200 millions de dollars) à une entreprise papetière familiale de Richmond (Albemarle Paper Manufacturing Company qui depuis 1877 a produit du papier buvard, puis s'est dans les années 1950-1960 intéressé au " polyéthylène en rouleau " qui devenait un concurrent du papier. Albemarle endosse alors le nom Ethyl Corporation et la famille Gottwalds prend alors le contrôle de Ethyl Corp. (Floyd Gottwalds père, et ses fils Floyd, Jr. et Bruce) et l'a conservé jusqu'à nos jours, en diversifiant les activités de l'entreprise puis en en recentrant ses activités (en achetant ses principaux concurrents (Edwin Cooper, Inc.en 1975, le secteur Additifs pétroliers d'Amoco, et Nippon Cooper au Japon en 1992 puis Texaco Additives Company"en 1996).
En 2004 l'entreprise s'auto rebaptise  NewMarket Corporation et externalise son secteur additifs pétroliers et organométalliques vers deux filiales :
1. Ethyl Corporation  qui aura pour mission principale de vendre le tétraéthylplomb dans le monde[1]). Cette filiale est également restée entière propriété de sa maison-mère.
2. Afton Chemical Corporation, chargée de produire les additifs qui ont fait la fortune de la compagnie depuis les années 1920, mais qui sont aussi source de polémiques (à cause de leur teneur en plomb et en manganèse toxiques et écotoxiques, et parce qu'il est apparu qu'il existait des alternatives moins coûteuses et surtout moins toxiques) dans les pays où une législation environnementale s'est peu à peu formée. Cette filiale reste entière propriété de sa maison-mère

### Rapports financiers
- 2013 Financial Reports (PDF)
- 2012 Financial Reports (PDF)
- 2011 Financial Reports (PDF)
- 2010 Financial Reports (PDF)
- Archives